# William W. Cooper
Pour les articles homonymes, voir William Cooper.
William Wager Cooper (1914-2012) est un universitaire, mathématicien et économiste américain, spécialisé en recherche opérationnelle, connu pour être un père des sciences de la gestion et "M. Linear Programming",. Il a été président fondateur de l'Institute for Operations Research and the Management Sciences, rédacteur en chef fondateur de Auditing: A Journal of Practice and Theory, membre fondateur du corps professoral de la Graduate School of Industrial Administration du Carnegie Institute of Technology (aujourd'hui la Tepper School of Business (en) à l’Université Carnegie-Mellon), doyen fondateur de la School of Urban and Public Affairs (maintenant le Heinz College (en)) à la CMU, ancien professeur de comptabilité Arthur Lowes Dickinson à l’Université Harvard et professeur émérite Foster Parker Comptabilité à l'Université du Texas à Austin,,,,,,.

## Biographie
William Wager Cooper est né le 23 juillet 1914 à Birmingham, en Alabama. Il a grandi à Chicago, où son père (un ancien comptable) était propriétaire de plusieurs stations-service fermées pendant la Grande Dépression,. Cooper, en deuxième année de lycée, a abandonné pour subvenir aux besoins de sa famille,. Il a travaillé dans un bowling, sur un terrain de golf et en tant que boxeur professionnel,,. En tant que boxeur, il a remporté 58 combats, en a perdu trois et a fait match nul. Alors qu’il se rendait au parcours de golf, il a rencontré Eric Kohler, professeur à l'Université Northwestern, qui l’a poussé à retourner à l’école et a financé son entrée à l’Université de Chicago,. A Chicago, il a commencé à étudier la chimie physique, mais a été inspiré par son travail pour Kohler sur un cas juridique pour passer aux sciences économiques,, où il a obtenu un BA et les honneurs Phi Beta Kappa en 1938,.
Après avoir obtenu son diplôme, de 1938 à 1940, il travaille comme comptable pour la Tennessee Valley Authority, où Kohler était devenu contrôleur. Là-bas, il travaille sur l' audit de la performance et l'allocation mathématique des ressources, et a aidé Kohler à témoigner devant un comité d'enquête du Congrès. En 1940, Cooper entreprend des études supérieures à la Columbia University. Cependant, en 1942, avec son cursus terminé mais sa thèse non écrite, il quitta Colombia pour servir son pays pendant la Seconde Guerre mondiale. Il a travaillé à la Division des normes statistiques du Bureau du budget des États-Unis chargé de la coordination des programmes gouvernementaux de collecte de statistiques comptables; son article de 1945 décrivant ses activités en temps de guerre fut le premier récipiendaire d'un prix décerné par l' American Institute of Accountants pour le meilleur article de l'année,,.
Cooper a commencé sa carrière universitaire par un bref passage en enseignement, de 1944 à 1946, à l'Université de Chicago. En 1945, Cooper épouse Ruth, avocate et militante des droits humains. En 1946, il rejoint la nouvelle école supérieure d'administration industrielle du Carnegie Institute of Technology (aujourd'hui la Tepper School of Business de l'Université Carnegie-Mellon). Là-bas, il a noué d'importantes collaborations de recherche avec Abraham Charnes, George Leland Bach et Herbert Simon, avant de devenir professeur d'université,,. À la CMU, de 1949 à 1950, il travaille à nouveau comme assistant d'Eric Kohler, qui était à ce moment-là contrôleur du plan Marshall. En 1969, il quitte la GSIA mais reste à la CMU et devient doyen de la nouvelle École des affaires urbaines et publiques (aujourd'hui le Heinz College). En tant que doyen, il s'est rendu compte qu'il y aurait bientôt un rôle beaucoup plus important dans la gestion des entreprises américaines pour les afro-américains et il s'est employé à accroître la représentation afro-américaine au sein de l'école.
En 1975, l'Université Harvard engage Cooper depuis la CMU pour devenir professeur Dickinson de comptabilité. En 1980, il part à l'Université du Texas à Austin, où il est devenu professeur Foster Parker de gestion, finance et comptabilité. Il prend sa retraite en 1993, mais poursuit ses activités de recherche jusqu'à son décès le 20 juin 2012,,,.

## Activités professionnelles
Au début des années 50, les sciences de la gestion étaient une discipline en pleine croissance qui n’avait pas encore de société savante ni de journal dans lequel ses travaux pouvaient être publiés; l'Operations Research Society of America a été créée mais se préoccupe de problèmes quelque peu différents. Sur l'invitation de Melvin E. Salveson, un groupe s'est réuni à l'Université de Californie à Los Angeles à l'été 1953, puis à l'Université Columbia en décembre 1953, pour former ce qui deviendra l'Institute for Operations Research and the Management Sciences L'épouse de William Cooper, Ruth, a aidé à rédiger la charte de l'Institut. Cooper lui-même a été élu premier président, et Andrew Vázsonyi est devenu son ancien président (sans avoir été président auparavant). ORSA et TIMS ont ensuite fusionné en 1995 pour former l’Institute for Operations Research and the Management Sciences.
Cooper était le rédacteur en chef fondateur de la revue Auditing: Un journal de la pratique et de la théorie,. Le journal est publié par l' American Accounting Association ; son premier numéro est paru en 1981.
Il a été président de l'Association internationale des chercheurs en comptabilité en 1986,,.

## Recherches
Les recherches de Cooper sont caractérisées à la fois par leur volume important et par leur grande diversité de leurs sujets, qui relèvent de trois domaines principaux : économie, comptabilité, sciences de la gestion et recherche opérationnelle. Il a écrit ou co-rédigé plus de 500 articles de recherche et écrit ou édité 27 livres notamment des ouvrages sur la programmation linéaire, la programmation non linéaire, la programmation par objectifs, les écarts les moins absolus et la programmation fractionnée,. Son travail a permis aux études commerciales de passer d’un domaine essentiellement anecdotique à une interdisciplinarité accrue et à une plus grande rigueur mathématique,. Il a fait de nombreuses innovations dans la conception des organisations et a également appliqué l'optimisation mathématique à des applications telles que l'application de politiques anti-discriminatoires à la gestion du personnel par les forces armées et à l'affectation de ressources dans les campagnes publicitaires.
Sa publication la plus célèbre est un article de 1978 avec Abraham Charnes et Edwardo L. Rhodes inventant l’analyse par enveloppement des données,. Il s'agit d'une méthode d'évaluation des unités de prise de décision au sein d'une organisation, à l'aide de prix virtuels imputés. Ces prix sont calculés à l'aide d'un programme fractionnaire qui est résolu en le réduisant à un programme linéaire. L'article dans lequel Cooper a développé cette méthode figurait parmi les 30 "articles les plus importants" du European Journal of Operational Research. Une autre publication de Cooper, un article de 1984 sur l’estimation de la production, co-écrit avec Rajiv Banker, a été l’un des cinq articles les plus cités en matière de gestion.

## Prix et distinctions
En 1982, conjointement avec Abraham Charnes et Richard Duffin, Cooper remporte le prix de théorie John-von-Neumann de l'Institute for Operations Research and the Management Sciences « pour sa contribution fondamentale aux méthodes, concepts et modèles d'optimisation des problèmes de décision, de planification et de conception », couvrant des travaux dans "une multitude de domaines, notamment la programmation linéaire et les inégalités, la programmation par objectifs et par chance, la programmation géométrique, la programmation à dimensions infinies et convexe, la modélisation et l’analyse de réseaux, la programmation fractionnaire et par intervalles, les règles de prédiction et de décision stochastique et le jeu théorie." Il a également remporté le prix du contrôleur général des États-Unis en 1986 pour ses contributions importantes à la comptabilité générale des États-Unis et le prix Mehr de l'American Risk and Insurance Association pour ses travaux sur la prévision de l'insolvabilité.
Cooper a reçu quatre diplômes honorifiques : une maîtrise de l'Université Harvard en 1976 et des doctorats honorifiques de l'Université d'État de l'Ohio en 1970, de Carnegie Mellon en 1982 et de l'Université d'Alicante en 1995,. Il est élu membre de la Société de recherche opérationnelle d'Amérique et de la Société d'économétrie en 1956, de l'Association américaine pour l'avancement des sciences en 1963, de l'Association internationale des chercheurs en comptabilité en 1976 et d'INFORMS en 2002. À l’Université du Texas, en plus d’occuper le poste de président, il était membre du Nadja Kozmetsky Scott Centennial et Janie Slaughter Briscoe Centennial.
En 1986, il a été distingué professeur invité international de la American Accounting Association en Amérique latine.
En 1990, il a reçu le prix Outstanding Accounting Educator Award de l'American Accounting Association en 1990.
En 1993, Cooper a été honoré par une fête à l'occasion de son 75e anniversaire.
En 2006, Cooper a été intronisé au temple de la renommée de la Fédération internationale des sociétés de recherche opérationnelle,. Il est également membre du Panthéon de la comptabilité géré par le Max M. Fisher College of Business de l'Université d'État de l'Ohio.

## Publications
- avec A. Charnes, A. Henderson : « An introduction to linear programming », Wiley 1953.
- avec Charnes: « Management models and industrial applications of linear programming », 2 vol, Wiley 1961.
- éd: « Data envelopment analysis : theory, methodology, and application », Kluwer 1994.
- avec Charnes, R. J. Niehaus: « Studies in manpower planning », Washington D. C., Office of Civilian Manpower Management, Dept. of the Navy, 1972.
- éd avec Charnes, R. J. Niehaus: « Management science approaches to manpower planning and organization design », North Holland 1978.
- éd avec A. B. Whinston: « New Directions in Computational Economics », Kluwer 1994.
- avec Lawrence M. Seiford, Kaoru Tone: « Introduction to data envelopment analysis and its uses : with DEA-solver software and references », Springer Verlag 2006.